# The Onion

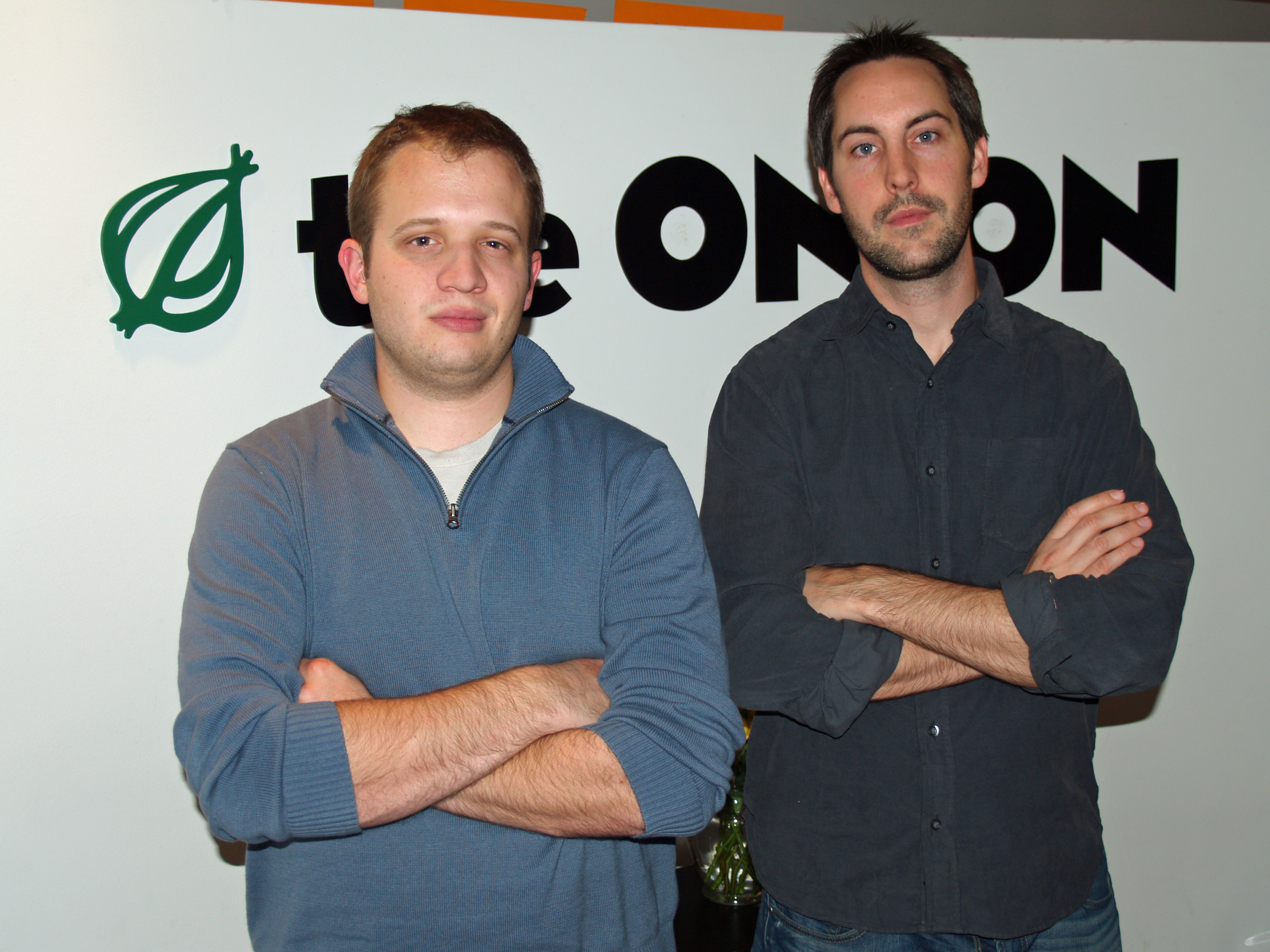
Manager Chet Clem en voorzitter Sean Mills

The Onion (De Ui) is een Amerikaanse humoristische nieuwsorganisatie die een krant en een website uitgeeft met satirische artikelen over regionaal, nationaal en internationaal nieuws. Sinds 2007 maakt The Onion ook satirische nieuwsvideo's onder de naam "Onion News Network" en in 2008 kwam een komische speelfilm uit genaamd The Onion Movie. De website heeft 7,5 miljoen unieke bezoekers per maand, daarnaast onderhoudt The Onion ook een niet-satirische entertainmentwebsite The A.V. Club.
Hoewel de inhoud meestal compleet verzonnen of een parodie op de werkelijkheid is, doet de stijl van presenteren serieus aan. Meerdere keren zijn "nieuws"-berichten van The Onion overgenomen in serieuze kranten wereldwijd door journalisten die niet in de gaten hadden dat ze met een satire te maken hadden.

## Overname Infowars
Op 14 november 2024 maakte The Onion bekend dat ze Infowars overkochten tijdens een failliessementsveiling.